# Laurent Blanc
Laurent Blanc (sinh ngày 19 tháng 5 năm 1965 tại Alès, Pháp) là một huyền thoại bóng đá người Pháp và từng giữ chức huấn luyện viên trưởng của câu lạc bộ Lyon. Hiện ông là huấn luyện viên trưởng cho câu lạc bộ Al Ittihad tại Ả Rập Xê Út.
Trước đây, ông từng làm huấn luyện viên trưởng đội tuyển quốc gia Pháp. Trước đó, ông từng làm huấn luyện viên cho câu lạc bộ Bordeaux tới chức vô địch Ligue 1 mùa giải 2009-2010. Ông từng là nhà vô địch thế giới ở World Cup 1998 tại quê nhà và là nhà vô địch châu Âu 2 năm sau đó tại Euro 2000. Sự nghiệp cầu thủ nổi tiếng của ông cũng từng qua rất nhiều đội bóng lớn như FC Barcelona, Marseille, Inter Milan hay Manchester United. Từ 2020 cho đến 2022, ông là huấn luyện viên trưởng của câu lạc bộ Qatar Al-Rayyan. Sau đó ông lần lượt làm huấn luyện viên trưởng cho Lyon tại đất nước quê nhà của ông, Pháp, và hiện tại là Al Ittihad, câu lạc thuộc giải đấu Saudi Pro League tại Ả Rập Xê Út.

## Danh hiệu

### Cầu thủ
Montpellier
- Vô địch Cúp Pháp (Coupe de France): 1990

Auxerre
- Vô địch Hạng nhất Pháp (Division 1) : 1996
- Vô địch Cúp Pháp (Coupe de France): 1996

FC Barcelona
- Vô địch Siêu cúp Tây Ban Nha (Supercopa de España): 1996
- Vô địch UEFA Winners' Cup (C2): 1997
- Vô địch Cúp nhà vua (Copa del Rey): 1997

Marseille
- Á quân UEFA Cup: 1999
- Á quân Ligue 1: 1999

Manchester United
- Vô địch Ngoại hạng Anh (Premier League): 2003

ĐT Pháp
- Vô địch Cúp Thế giới (FIFA World Cup) : 1998
- Vô địch Cúp châu Âu (UEFA European Football Championship): 2000
- Bán kết Euro: 1996

U-21 Pháp
- Vô địch Cúp châu Âu (UEFA European Under-21 Football Championship): 1988

### Huấn luyện viên
Girondins de Bordeauux
- Tứ kết Champions League: 2010
- Vô địch Ligue 1: 2009
- Á quân Ligue 1: 2008
- Vô địch Siêu cúp Pháp (Trophee des Champions): 2008, 2009
- Vô địch Cúp Liên đoàn (Coupe de la Ligue): 2009
- Á quân Cúp Liên đoàn (Coupe de la Ligue): 2010

ĐT Pháp
- Tứ kết châu Âu (Euro): 2012

Paris Saint-Germain
- Vô địch Ligue 1: 2014, 2015, 2016
- Vô địch Cúp Pháp (Coupe de France): 2015,2016
- Vô địch Cúp Liên đoàn (Coupe de la Ligue): 2014, 2015,2016
- Vô địch Siêu cúp Pháp (Trophee des Champions): 2013, 2014, 2015
- Tứ kết Champions League: 2013, 2015, 2016
- HLV Xuất sắc nhất Ligue 1: 2015,2016